# Байкал (рейдова водоналивна несамохідна баржа)
Байкал — рейдова водоналивна несамохідна баржа проєкту 20641 Військово-Морських сил України.

## Історія
РВНБ «Байкал» була побудована в 1985 році на Таганрозькому судноремонтному заводі під заводським номером № 13 та вступив у Морський торговельний порт «Південний» ЧМП ММФ СРСР. Після розпаду СРСР баржа перейшла до державного підприємства «Морський торговельний порт «Південний»» України. В лютому 2019 року баржа була передана Військово-Морським силам України.